# Kiichi Miyazawa
Kiichi Miyazawa (宮澤 喜一 Miyazawa Kiichi?, Fukuyama, 8 de octubre, 1919 - Tokio, 28 de junio de 2007) fue un político japonés. Fue el 78.º primer ministro de Japón, ejerciendo el cargo desde el 5 de noviembre de 1991 hasta el 9 de agosto de 1993.

## Biografía
Nació en Fukuyama, en la Prefectura de Hiroshima y cursó estudios de derecho en la Universidad Imperial de Tokio. 
En 1942 entró a trabajar en el Ministerio de Finanzas, eludiendo el servicio militar. En 1953 fue elegido para la cámara alta de la Dieta de Japón donde permaneció hasta que cambió a la cámara baja en 1967, siendo miembro del Partido Liberal Democrático (PLD). Miyazawa ocupó numerosos e importantes cargos a lo largo de su vida política, incluyendo el de ministro de Comercio Internacional e Industria (1970-71), ministro de Asuntos Exteriores (1974-76), director general de la Agencia de Planificación Económica (1977-78), y jefe de Gabinete (1984-86). Fue nombrado Ministro de Finanzas bajo el gobierno de Noboru Takeshita en 1987, pero tuvo que renunciar debido a implicaciones en el escándalo de la compañía Recruit.
Fue nombrado primer ministro en noviembre de 1991, apoyado por su facción política dentro del PLD. Unas semanas después, el 8 de enero de 1992, Miyazawa se hizo brevemente famoso cuando el presidente George H. W. Bush vomitó en su regazo y se desmayó durante una cena de Estado. En el ámbito interno de Japón, su partido se hallaba muy debilitado por varios casos de corrupción, lo cual se tradujo en la pérdida de la mayoría parlamentaria para el PLD tras las elecciones generales de 1993. Además, el gobierno Miyazawa tuvo que hace frente al estallido de una burbuja financiera e inmobiliaria que llevó al país a una profunda recesión económica. Miyazawa dimitió en agosto de 1993 después de perder una moción de confianza, lo que puso fin a 38 años de gobiernos liderados por el Partido Liberal Democrático.
Más tarde, volvió a ser ministro de finanzas entre 1999 y 2001, dentro de los gobiernos de Keizō Obuchi y Yoshirō Mori. Miyazawa fue también miembro de la Comisión Trilateral. Se retiró de la Dieta de Japón en 2003.